# Sheng

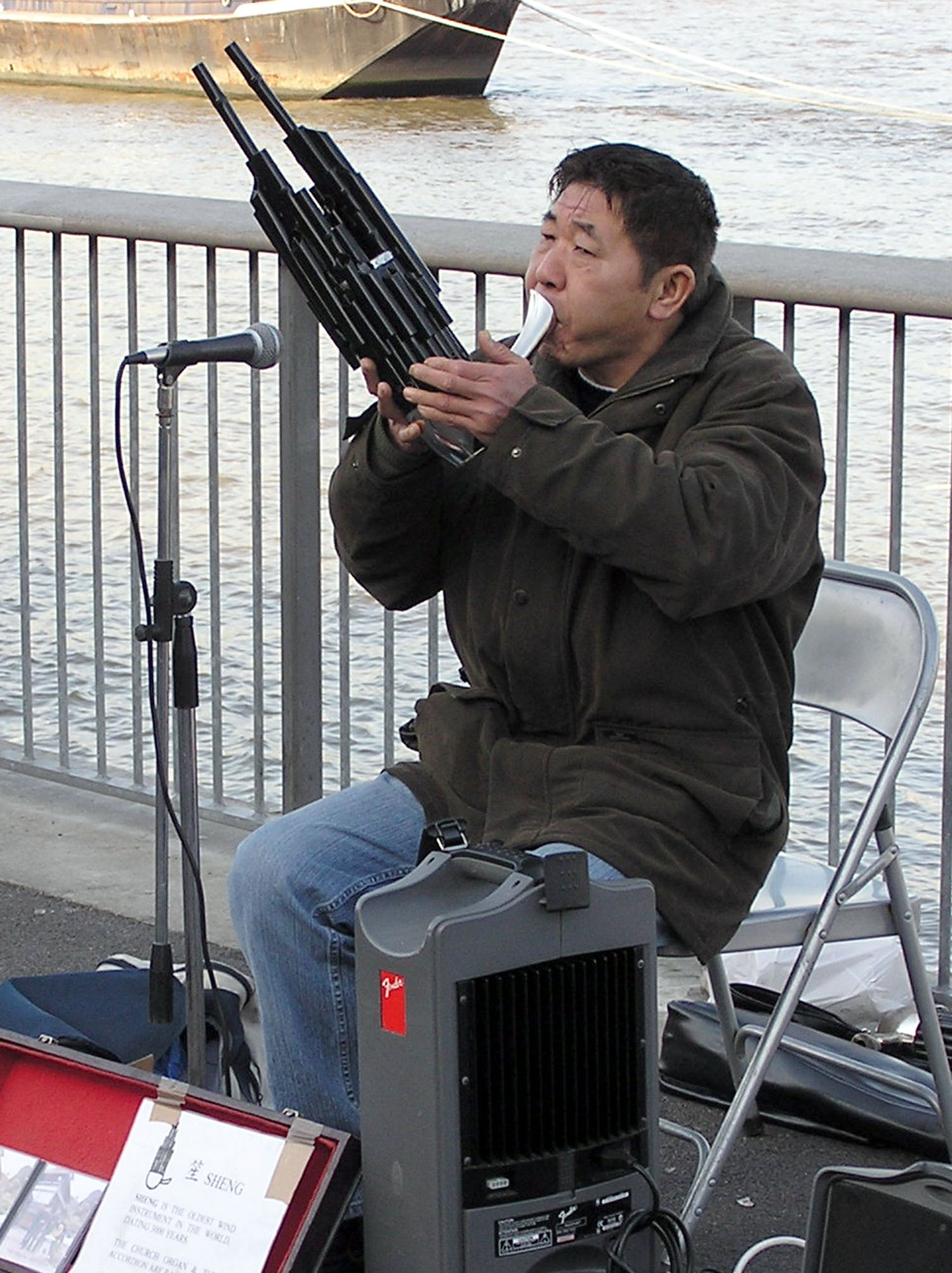
Mężczyzna grający na sheng

Sheng, szeng (笙, shēng) – chiński instrument muzyczny należący do grupy aerofonów stroikowych. Zbudowany jest z kilkunastu piszczałek trzcinowych ze stroikami w dolnej części. Wszystkie piszczałki umieszczone są w drewnianym zbiorniku powietrza.
Sheng jest jednym z najstarszych instrumentów muzycznych Chin. Jest też najstarszym instrumentem stroikowym i prototypem większości istniejących aerofonów stroikowych. 